# Кузьминовка (Стерлитамакский район)
Кузьминовка (баш. Кузьминовка) — деревня в Стерлитамакском районе Республики Башкортостан Российской Федерации. Входит в состав Первомайского сельсовета.

## История
До 9 февраля 2008 года называлась Деревней Южного отделения.

## География

### Географическое положение
Расстояние до:
- районного центра (Стерлитамак): 38 км,
- центра сельсовета (Первомайское): 25 км,
- ближайшей ж/д станции (Стерлитамак): 38 км.

## Население
| 2002 | 2009 | 2010 |
| ---- | ---- | ---- |
| 199  | ↗302 | ↘251 |